# Manh Miến Điện
Manh Miến Điện (tên khoa học: Anthus rufulus) là một loài chim trong họ Motacillidae.

## Tham khảo

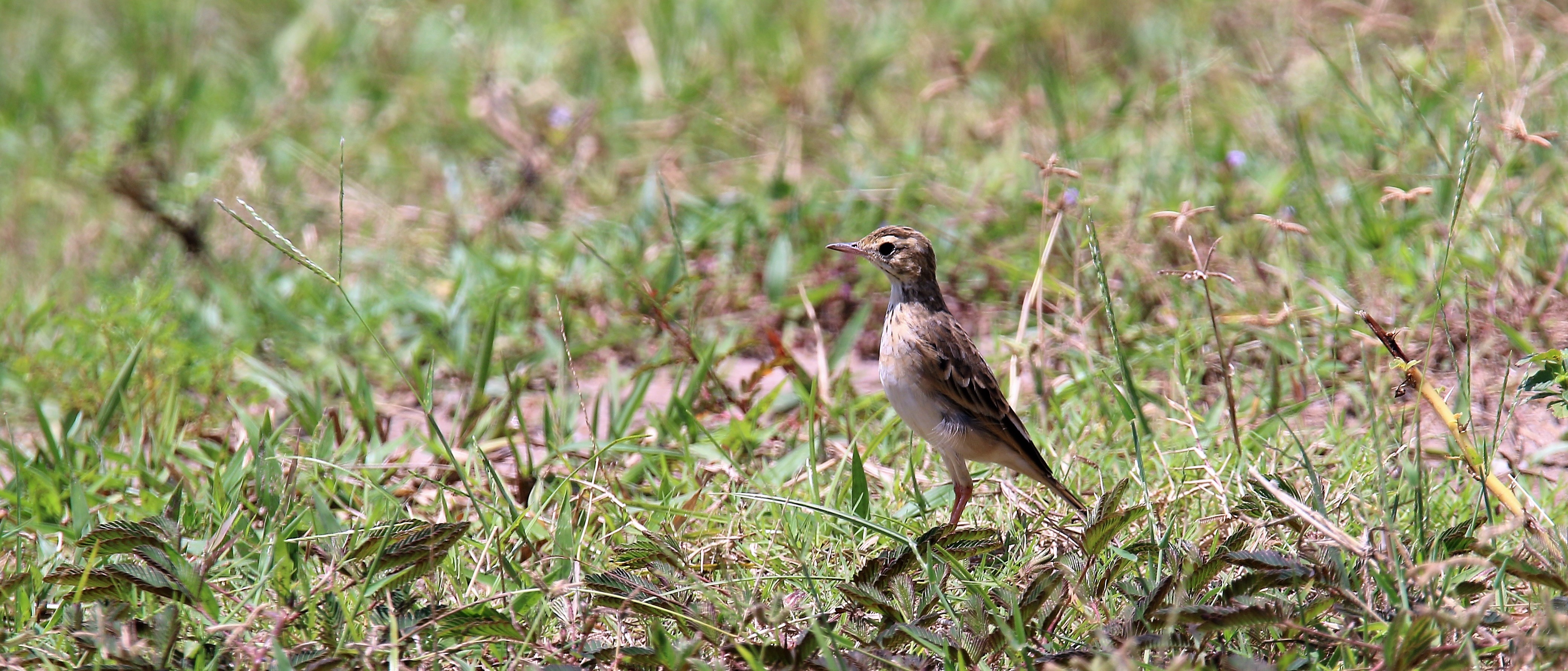